# Kepler-28c
Kepler-28c es un exoplaneta que orbita a la estrella Kepler-28. Fue descubierto por el telescopio espacial Kepler en 2012.

## Características
Es un planeta en tránsito de menor tamaño que Júpiter que orbita muy cerca (a una distancia media de 0,081 UA) de Kepler-28, una estrella del tipo (K) que se encuentra a más de 1400 años luz de la Tierra. Su periodo orbital sideral es de 9 días terrestres. El planeta está clasificado como un gigante gaseoso tipo Neptuno.